# Antonia De Gattis
Antonia De Gattis (Lecco, 4 settembre 1978) è una poetessa italiana.

## Biografia
Nata a Lecco, ha sempre vissuto in provincia  di Cosenza .
Alcune sue poesie sono state tradotte e pubblicate all'estero .
Ha reso pubblica la condizione di essere nello spettro autistico, essendole stata diagnosticata la Sindrome  di Asperger.
Più volte si è espressa sulla neurodiversità e sull'importanza di sensibilizzare l'opinione pubblica al riguardo.

## Opere

### Poesia
- Eternità, Città del Sole Edizioni, 2023, ISBN 978-88-8238-339-8.